# 伊東俊太郎
伊東 俊太郎（いとう しゅんたろう、1930年4月25日 - 2023年9月20日）は、日本の歴史学者（科学史・文明史）。Ph.D.（ウィスコンシン大学）。東京大学名誉教授・国際日本文化研究センター名誉教授・麗澤大学名誉教授。位階は正四位、瑞宝中綬章受章者・文化功労者。
ウィスコンシン大学人文科学研究所助手、東京大学教養学部教授、麗澤大学教授、麗澤大学比較文明文化研究センター所長（初代）などを歴任した。

## 経歴

### 生い立ち
東京生まれ、旧制東京高等学校、東京大学文学部哲学科卒業。同大学院修士課程修了、ウィスコンシン大学PhD.修得。

### 研究者として

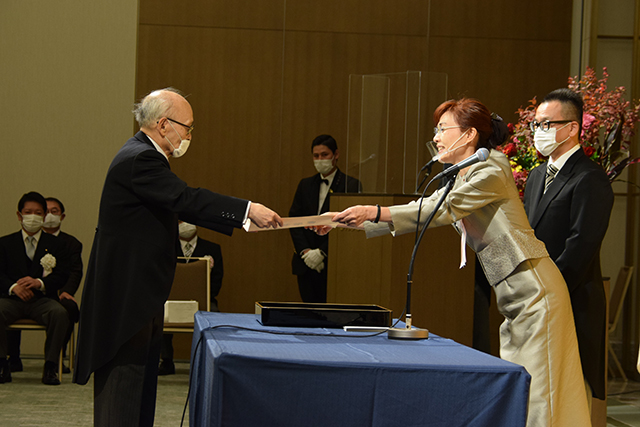
2020年11月4日、文化功労者顕彰式にて文部科学副大臣横田比奈子（右）から顕彰状を受領

ウィスコンシン大学人文科学研究所助手、東京大学教養学部助手・講師・助教授を経て、東京大学教養学部教授を務め、1989年より国際日本文化研究センター教授を兼任、1991年東大定年退官、名誉教授、1995年より2007年まで麗澤大学教授、同比較文明文化研究センター初代所長。また東宮家（現：皇室）の科学方面の教師でもある（「天皇陛下と学問」『文藝春秋』1999年10月号に掲載）。2009年春に瑞宝中綬章を受勲。2020年、文化功労者。
他にプリンストン高等研究所客員研究員、ウィドロー・ウィルソン国際学術研究センター客員研究員、コペンハーゲン大学客員教授、テュービンゲン大学大学客員教授、ケンブリッジ大学クレア・ホール客員特別研究員、フランス国立社会科学高等研究院客員教授などを歴任。日本科学史学会会長（2001年度から2008年度まで）、日本比較文明学会名誉会長、国際比較文明学会名誉会長、地球システム・倫理学会会長。

## 人物
- 芳賀徹、平川祐弘とは東京大学教養学部時代の同僚で、芳賀とは後に日文研でも再び同僚となる。
- 速水融とは日文研および麗澤大学での同僚であった。

## 著書

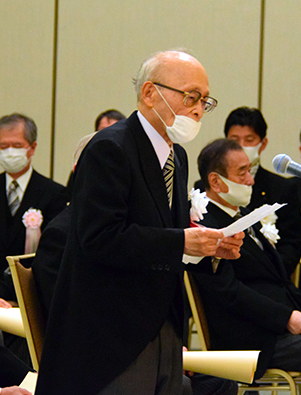
2020年11月4日、文化功労者顕彰式にて挨拶

- 『文明における科学』（勁草書房、1976年）
- The Medieval Latin Translations of the Data of Euclid (University of Tokyo Press & Birkhauser, 1980)
- 『近代科学の源流』（中央公論社［自然選書］、1978年／中公文庫、2007年）
- 『科学と現実』（中央公論社［中公叢書］、1981年）
- 『ガリレオ 人類の知的遺産31』（講談社、1985年）
- 『比較文明』（東京大学出版会［UP選書］、1985年、新装版2013年）
- 『文明の誕生』（講談社学術文庫、1988年）
- 『比較文明と日本』（中央公論社［中公叢書］、1990年）
- 『ギリシア人の数学』（講談社学術文庫、1990年）
- 『十二世紀ルネサンス　西欧世界へのアラビア文明の影響』（岩波書店［岩波セミナーブックス］、1993年／講談社学術文庫、2006年）
- 『自然　一語の辞典』（三省堂、1999年）
- 『文明と自然　対立から統合へ』（刀水書房［刀水歴史全書］、2002年）
- 『伊東俊太郎著作集』（全12巻 麗澤大学出版会、2008年～2010年）

1. 初期科学史論文集
2. ユークリッドとギリシャの数学
3. 中世科学から近代科学へ
4. 比較科学史
5. 科学論・科学哲学
6. ガリレオと科学・宗教
7. 比較文明論 Ⅰ
8. 比較文明論 Ⅱ
9. 比較文明史
10. 比較思想
11. 対談・エッセー・著作目録
12. 欧文論文集

- 『変容の時代　科学・自然・倫理・公共』（麗澤大学出版会、2013年）、講演集
- 『人類史の精神革命－ソクラテス、孔子、ブッダ、イエスの生涯と思想』（中央公論新社［中公選書］、2022年）※遺著

### 主な編著・共著ほか
- 編著『現代科学思想事典』（講談社現代新書、1971年）
- 編著『人類文化史2　都市と古代文明の成立』（講談社、1974年）
- 廣重徹・村上陽一郎共著 『思想史のなかの科学』（木鐸社、1975年）
  - 廣池学園事業部（改訂版）、1996年 / 平凡社ライブラリー、2002年
- 原亨吉・村田全共著 『数学史　数学講座18』（筑摩書房、1975年）
- 共編『西洋哲学史の基礎知識』（有斐閣、1977年）- 生松敬三・木田元・岩田靖夫
  - 『概念と歴史がわかる 西洋哲学小事典』（ちくま学芸文庫、2011年）
- 江上波夫対談『文明移転  東西文明を対比する』（中公文庫、1984年）
- 安田喜憲共編『シリーズ文明と環境 草原の思想・森の哲学　東西文明の統合を求めて』（講談社、1993年）
- 『比較文明学を学ぶ人のために』（世界思想社、1997年）
- 『日本の科学と文明　縄文から現代まで』（同成社、2000年）
- 監修『文明間の対話に向けて　共生の比較文明学』（吉沢五郎・染谷臣道編、世界思想社、2003年）
- 染谷臣道共編 『収奪文明から環流文明へ 自然と人類が共生する文明をめざして』（東海大学出版会、2012年）
- 記念論集『自立する科学史学　伊東俊太郎先生還暦記念論文集』（北樹出版、1990年）
- 『科学の名著』（第1・2期（全20巻）、朝日出版社、1980-1989年）、編集委員

### 翻訳
- ジャン・プイヨン『構造主義とは何か』 みすず書房、1968年
- チャールズ・シンガー『科学思想のあゆみ』木村陽二郎・平田寛共訳、岩波書店、1968年
- A.K.サボー『数学のあけぼの ギリシアの数学と哲学の源流を探る』中村幸四郎・村田全共訳 東京図書、1976年
- A.G.ディーバス『ルネサンスの自然観 理性主義と神秘主義の相克』村上陽一郎、橋本眞理子共訳 サイエンス社、1986年
- ダニエル・J・ブアスティン『技術社会の未来 予測不能の時代に向けて』サイマル出版会、1987年